# بلشون أزرق كبير
بلشون أزرق كبير (باللاتينية: Ardea herodias) ويسمى أيضاً بلشون أبيض كبير هو أكبر أنواع طيور البلشونيات وينتشر بالأنهار والمستنقعات في أمريكا الشمالية و أمريكا الجنوبية وجزر البحر الكاريبي و جزر غالاباغوس وبشكل نادر في جزر الأزور في إسبانيا.